# Irene Khan
Irene Khan (Dacca, 24 dicembre 1956) è un'avvocata bangladese, settimo Segretario Generale di Amnesty International.

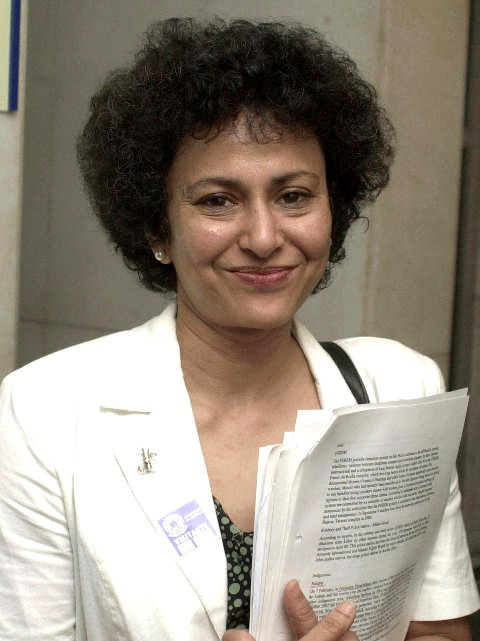
Irene Khan (2003)

In precedenza ha lavorato nell'Alto Commissariato per i Rifugiati delle Nazioni Unite (UNHCR).
Il 17 novembre 2011, è stata eletta nuovo Direttore Generale dell'Organizzazione per lo Sviluppo Internazionale della Legge (IDLO).

## Primi Anni
Originaria del Bangladesh, crebbe in una famiglia relativamente ricca, tra la povertà e la guerra civile, all'epoca in cui il Bangladesh ottenne l'indipendenza dal Pakistan. La guerra civile e gli abusi dei diritti umani che si verificarono, aiutarono a formare il punto di vista attivista dell'adolescente Irene, che fuggì come rifugiata in una scuola dell'Irlanda del Nord.
Interessata all'argomento fin da giovane età, la Khan ha studiato legge all'Università di Manchester. Trasferitasi negli USA per proseguire gli studi alla Scuola di Legge di Harvard, si è specializzata in diritto pubblico internazionale e diritti umani. Interessata a lavorare a stretto contatto con la gente per cambiare le loro vite, ha aiutato a fondare l'organizzazione per lo sviluppo "Concern Universal" nel 1977 e ha iniziato il suo lavoro come attivista per i diritti umani con la Commissione Internazionale dei Giuristi nel 1979.

### Carriera alle Nazioni Unite
La Khan entrò nell'Alto commissariato delle Nazioni Unite per i rifugiati (UNHCR) nel 1980, e lavorò ricoprendo diverse mansioni nella sede centrale e in operazioni sul campo, per promuovere la protezione internazionale dei rifugiati. Nel periodo 1991-95 fu Senior Executive Officer di Sadako Ogata, l'allora Alto Commissario dell'ONU per i rifugiati. Fu nominata capo missione dell'UNHCR in India nel 1995, più giovane rappresentante nazionale dell'UNHCR all'epoca, e nel 1998 guidò il Centro per la ricerca e la Documentazione dell'UNHCR. Guidò la squadra dell'UNHCR in Macedonia del Nord (all'epoca Repubblica di Macedonia) durante la crisi del Kosovo nel 1999, e venne nominata Vice Direttore della Protezione Internazionale più tardi nello stesso anno.

### Carriera ad Amnesty International
Irene Khan entrò in Amnesty International nell'agosto 2001 come Segretario Generale.
Salì alla guida di AI nel quarantesimo anniversario dell'organizzazione, che iniziava un processo di cambiamento e rinnovamento per rispondere alla natura complessa delle violazioni contemporanee dei diritti umani, e confrontarsi come gli sviluppi sorti a seguito degli attacchi terroristici dell'11 settembre 2001.
Nel suo primo anno di incarico, Irene rivide la risposta di Amnesty International alle situazioni di crisi, guidando personalmente missioni di alto livello in Pakistan durante i bombardamenti dell'Afghanistan, in Israele, in Cisgiordania, e nella Striscia di Gaza, poco dopo l'occupazione israeliana di Jenin, e in Colombia prima delle elezioni presidenziali del maggio 2003. Profondamente preoccupata della violenza contro le donne, richiese una migliore protezione dei diritti umani delle donne in incontri con il presidente pakistano Musharraf, col presidente libanese Émile Lahoud e col primo ministro del bangladesh Khaleda Zia. Ha iniziato un processo di consultazioni con delle attiviste per progettare una campagna globale di Amnesty International contro la violenza sulle donne.
Come Segretario generale la Khan si è impegnata nell'attirare l'attenzione sulle violazioni del diritti umani nascoste. In Australia ha portato all'attenzione la piaga dei cercatori di asilo in detenzione. In Burundi ha incontrato le vittime dei massacri e fatto pressione sul presidente Pierre Buyoya e sulle altre parti in conflitto perché pongano fine al ciclo di abusi dei diritti umani. In Bulgaria ha guidato una campagna per porre fine alla discriminazione delle persone afflitte da malattie mentali.
Irene Khan è la prima donna, la prima asiatica e la prima musulmana a reggere l'incarico Segretario Generale di Amnesty International.
Nel febbraio del 2011 si è saputo tramite la stampa che Irene Khan ha ricevuto una buonauscita di 533.103 sterline pari a 4 volte il suo stipendio annuale.

## Altre iniziative umanitarie
Nel 2009 aderisce al progetto per la realizzazione del film "Soldiers of Peace" che coinvolge 14 Paesi nel Mondo nella realizzazione di una pace globale.

### Riconoscimenti
Irene Khan ha ricevuto diversi riconoscimenti, tra cui la Ford Foundation Fellowship, e il Pilkington Woman of the Year Award 2002.

## Opere
- Irene Khan con David Petrasek, Prigionieri della povertà. La nuova sfida dei diritti umani: storie dal mondo.,2010, trad. Luna Orlando, Bruno Mondadori, ISBN 978 88 6159 459 3